# N-1
La  N-1  (anteriorment  N-I ), coneguda popularment com a carretera de Madrid a Irunes una carretera radial que uneix Madrid amb Lasarte-Oria, travessant Aranda de Duero, Burgos, Miranda de Ebro, Vitòria i Altsasu.
Anteriorment continuava per Sant Sebastià i finalitzava en Behobia (Irun) a la vora de la frontera francesa. No obstant això, a 2010, la Diputació Foral de Guipúscoa —que administra el tram guipuscoà— va reordenar la denominació de la seva xarxa viària i "va tallar" l N-I  (aquest nom continua vigent a Guipúscoa)* a Lasarte-Oria. Des del quilòmetre 454, la infraestructura continua sent la mateixa, però amb les denominacions GI-11 (anteriorment  N-Ia ) i GI-20 (ambdues encara com autoven els voltants de Sant Sebastià) i GI-636 (carretera d'una sola calçada o 2/3 carrils entri a Pasaia, Errenteria, Irun i la Frontera francesa).
Actualment l'N-1 es troba desdoblegada en els trams Madrid-Rubena (Burgos) i Miranda de Ebro/Armiñon (límit de Burgos amb Àlaba)-Lasarte-Oria (Guipúscoa); conseqüència d'això ha estat canviada de nom com A-1 (Autovia del Nord) excepte en Guipúscoa, on encara es denomina N-1.
Per ella transcorren diversos eixos europeus en els trams desdoblegats (A-1) sense autopista de peatge paral·lela. En concret 
 E-5  des de Madrid a Burgos, i 
 E-5 /
 E-80  des de Miranda de Ebro fins a Vitòria.
Els següents trams encara romanen com a carretera nacional com a alternativa a les autopistes de pagament:
- Rubena-Miranda de Ebro: encara roman com a carretera nacional com a alternativa a la 
 E-5 /
 E-80 }/
 AP-1 , encara que l'autopista està lliure de peatge per als recorreguts interns entre Burgos i Miranda de Ebro. Des de l'any 2002 han mort, en aquests 70 quilòmetres, 117 persones. La xifra augmenta a 226 si es comptabilitza des de 1993. Per aquest tram circulen una mitjana de 10.000 vehicles diaris, al voltant del 50% d'ells, transport pesat.[2] Aquesta situació s'espera no creixi després de l'alliberament de peatge de l'autopista al novembre de 2018.[3]
- Pasajes-Irun: canviat de nom a GI-636 al 2010, aquest últim tram de la  N-I  és l'alternativa gratuïta a l'autopista de peatge E-5/E-70/E-80/AP-1/AP-8.

D'altra banda, els trams que travessen poblacions ara envoltades per l'autovia mantenen la denominació N-1A o N-1R o bé han estat transferits als ajuntaments convertint-se en una via urbana més del municipi.

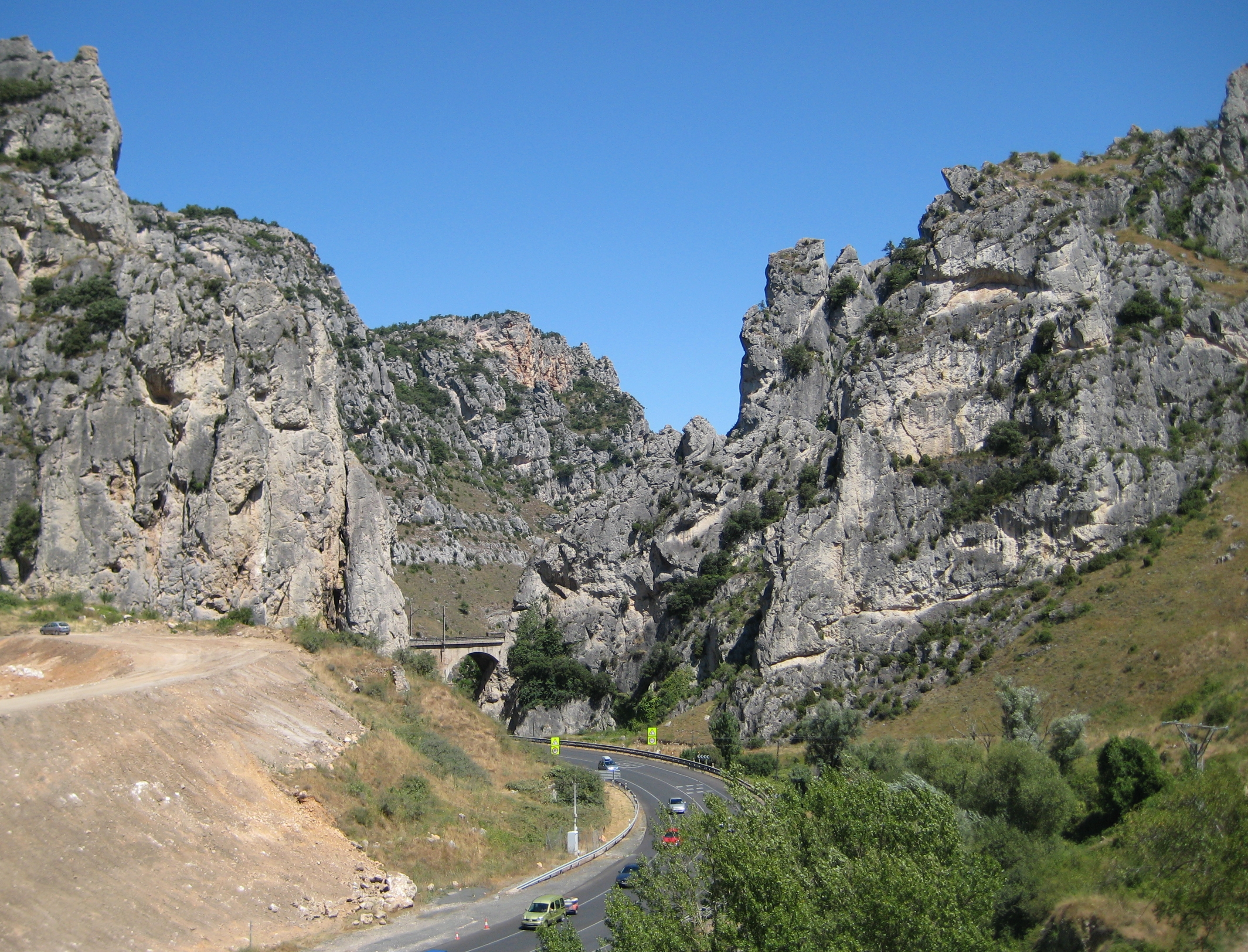
Nacional I al seu pas pel Congost de Pancorbo, vista des de l'AP-1.